# Diecezja Armidale
Diecezja Armidale (łac. Diœcesis Armidalensis, ang. Diocese of Armidale) – diecezja Kościoła rzymskokatolickiego należąca do metropolii Sydney, znajdująca się na terenie stanu Nowa Południowa Walia. Istnieje od 1869 roku, w obecnych granicach od 1887.

## Główne świątynie
- Katedra: Katedra Matki Bożej i św. Józefa w Armidale

## Lista biskupów

### Biskupi diecezjalni
1. Thomas Timothy O’Mahony (1869-1877)
2. Elzear Torreggiani, O.F.M.Cap. (1879-1904)
3. Patrick Joseph O’Connor (1904-1932)
4. John Aloysius Coleman (1932-1947)
5. Edward John Doody (1948-1968)
6. James Darcy Freeman (1968-1971)
7. Henry Joseph Kennedy (1971-1991)
8. Kevin Manning (1991-1997)
9. Luc Matthys (1999-2011)
10. Michael Kennedy (2012-2023)
11. Peter Mel Murphy (od 2025)

### Biskupi koadiutorzy
- Patrick Joseph O’Connor (1903-1904)
- John Aloysius Coleman (1929-1932)